# Candy Shop
Candy Shop – piosenka napisana przez 50 Centa i Scotta Storcha, która znalazła się na drugim albumie studyjnym rapera The Massacre. W nagraniach utworu, które miały miejsce w 2004 roku oprócz 50 Centa wzięła udział piosenkarka Olivia. W 2005 roku singiel utrzymywał się nieprzerwanie przez dziewięć tygodni na szczycie amerykańskiego zestawienia Billboard Hot 100.